# Happiness... Is Not a Fish That You Can Catch
| Оценки критиков          | Оценки критиков |
| Источник                 | Оценка          |
| ------------------------ | --------------- |
| Allmusic                 | [ 1 ]           |
| Mike Stagno              | [ 2 ]           |
| Entertainment Weekly     | C+              |
| Richmond Times-Dispatch  | B−              |
| San Antonio Express-News | [ 5 ]           |

Happiness... Is Not a Fish That You Can Catch — третий альбом канадской рок-группы Our Lady Peace, спродюсированный Арнольдом Ленни, выпущенный 21 сентября 1999 года лейблом Columbia. Альбом дебютировал под #1 номером в Canadian Albums Chart. К июлю 2001 года альбом стал трижды платиновым. В записи песни "Stealing Babies" принял участие Элвин Джонс.

## Список композиций
| №                   | Название                  | Длительность |
| ------------------- | ------------------------- | ------------ |
| 1.                  | «One Man Army»            | 3:22         |
| 2.                  | «Happiness & The Fish»    | 3:34         |
| 3.                  | «Potato Girl»             | 4:27         |
| 4.                  | «Blister»                 | 3:57         |
| 5.                  | «Is Anybody Home?»        | 3:37         |
| 6.                  | «Waited»                  | 3:32         |
| 7.                  | «Thief»                   | 4:01         |
| 8.                  | «Lying Awake»             | 4:02         |
| 9.                  | «Annie»                   | 4:02         |
| 10.                 | «Consequence of Laughing» | 3:16         |
| 11.                 | «Stealing Babies»         | 5:30         |
| Общая длительность: | Общая длительность:       | 43:23        |

## Участники записи
Our Lady Peace
- Дункан Котс - бас-гитара
- Джереми Таггарт - ударные, перкуссия
- Майк Тёрнер - гитара
- Джейми Эдвардс - клавишные, гитара
- Элвин Джонс - ударные на "Stealing Babies"
- Рэйни Мэйда - вокал, гитара, пианино